# 小島瑠璃子
小島瑠璃子（日语：／ Kojima Ruriko，1993年12月23日—）是日本女藝人、寫真偶像、體育主播和主持人，千葉縣市原市出身，前Horipro藝人。
2009年，她在第34屆Horipro新人選拔大賽中，從33,910名參賽者中脫穎而出獲獎，同年10月25日，她首次登上全國聯播的電視節目，參加了由Horipro的和田現子主持的TBS節目《都交給秋子吧!》（アッコにおまかせ!）

2025年2月4日，小島瑠璃子與丈夫北村功太被緊急送往醫院。丈夫在送醫後被確認死亡，而小島僅受輕傷。

## 作品

### 音樂作品
小島瑠璃子 feat．小澤ちひろ
- 大家的夢想(みんなのゆめ) - 『星際寶貝：神奇大冒險』第三季主題曲

### 影像作品
DVD
- こじるりx3参上!!!（2011年11月2日、E-NET FRONTIER）
- You-瑠璃（2012年3月30日、彩文館出版）
- 田代縣立小島高校（2013年3月6日、E-NET FRONTIER）

### 寫真集
- 小瑠璃!(こじるりっ!) （2013年7月10日、集英社）ISBN 978-4087806878[8]
- 瑠璃（るり）（2022年12月23日發售、集英社）ISBN 978-4087901023

## 演出

### 節目主持
- S☆1（2012年3月31日 - 2017年3月26日、TBS）- 主播 [9]
- 日本全國高中橄欖球錦標賽 精華回顧節目 （2013年度 - 2020年度、MBS）- 主持人
- 日本全國高中橄欖球錦標賽（2013年度 - 2019年度、TBS）- 主持人
- 日本全國高中女子足球錦標賽（2013年度 - 2020年度、MBS）- 主持人
- 2014年世界女子排球錦標賽（2014年9月、TBS） - MC
- 有吉之壁 2015年4月7日、日本電視台）助理主持
- 日本全國田徑越野錦標賽 (2016年度 - 2017年度、RKB) - MC
- 棒球的未來，侍Japan挑戰世界第一!（2016年10月7日 - 12月23日、TBS）- 導覽人
- 第49屆日本有線大獎 （2016年12月5日、TBS） - 主持人
- 最強運動大戰 2018年12月30日・2019年12月30日、富士電視台）- MC
- 2019年世界盃橄欖球賽 （2019年2月 - 11月、日本電視台）- 啦啦隊經理

### 電視劇
- 廚師警部的晚餐會（2016年10月 - 12月、TBS） - 七瀨杏美(女主角)[10]

### MV
- 無限開關「LINE」（2015年）
- I Don't Like Mondays.「LEMONADE」（2018年） - 客串

### 配音
- 超人特攻隊2 (2018) - 空洞／凱倫[11]

### 聲音演出
- 我找到了！(2020年9月 - , NHK教育頻道) - 琉璃醬

## 外部連結
- 小島瑠璃子的X（前Twitter）
- 小島瑠璃子的Instagram帳戶
- （日語） 小島瑠璃子官方部落格「るりこのコト」 （页面存档备份，存于）
- （日語） 小島瑠璃子官方網頁 （页面存档备份，存于）